# 西塔拉
西塔拉（西班牙語：Citalá），是薩爾瓦多的城鎮，位於該國西北部，由查拉特南戈省負責管轄，面積79.36平方公里，海拔高度716米，2013年人口4,270，人口密度每平方公里53.81人。
14°22′N 89°13′W / 14.367°N 89.217°W